# スウィート・トリップ
スウィート・トリップ (英: Sweet Trip) は、アメリカ合衆国カリフォルニア州ベイエリア出身のエクスペリメンタル・ロックバンド。1993年結成。2013年に一度解散したが、2019年に再結成。2022年に活動終了。
オルタナティヴ・ロックとIDMを組み合わせたような、バンド独特の浮遊感のあるサウンドと複雑なプロダクションが特徴。2003年にリリースした『Velocity：Design：Comfort』を中心に、2010年代半ばよりインターネット上でカルト的な人気を獲得している。
レーベルメイトのJunior Varsity KMと共同でツアー活動を行ったほか、嶺川貴子やクラブ8、Gnacらの楽曲のリミックスも手掛けている。

## 来歴

### バンド結成〜デビュー初期 （1993年 - 2002年）
1993年、 当時高校生であったロベルト・ブルゴスが高校のタレントショーへ参加する際にドラマーのヴィエト・ルーと出会い、共同でジャムセッションを行ったことが活動の発端となる。その後2人の共通の知人であったヴァレリー・クーパーが参加し、3人でロックバンド「オフェーリア・サテライト」を結成。ギター、ベース、ドラムを用いた一般的なロックバンドを目指していたが、当初はベースを弾けるメンバーがおらず、また新しくベーシストを見つけることができなかったため、バンドは活動休止状態に入った。
バンド活動を休止している間、ブルゴスはエレクトロニックの要素を前面に押し出したデモテープの録音を始め、バンドはそれまでの一般的な演奏形態から大きく路線変更する運びとなった。デモテープはブルゴスによって「The Sweet Trip」と名付けられ、後の「スウィート・トリップ」としての活動へと繋がることとなる。
制作されたデモテープの内5本は、カセットテープとしていくつかのインディーズ・レーベルに送られた。バンドはその内の一つDarla Recordsと契約し、1998年にファースト・アルバム『Halica』でデビューを果たした。
『Halica』のリリース後もバンドはDarlaのコンピレーション・シリーズに寄稿するなど積極的に活動を続け、1999年には続編となるEP『Alura』をリリース。同作では制作に初めてコンピュータが導入された。また同年にはSXSW 1999などのライブやフェスティバルにも出演し、次作への先駆けとなる2曲「Dsco」「Velocity」を披露した。
次第にバンドの体系はエレクトロニック色を強めたものへと変化していき、ルーは従来のバンドメンバーとしての活動からサウンドエンジニアへと転換し、1998年には従来のベーシストの役割を補うためにアーロン・ポーターが加入し、バンドは最大の4人体制となった。

### バンドの発展〜解散まで（2003年 - 2018年）
2003年、約1年と6か月のレコーディング期間を経て、セカンド・アルバム『Velocity：Design：Comfort』をリリース。世間からの知名度は芳しくなかったが、AllMusicでは5点中4.5点を獲得し、2003年の「最注目アルバム」に選出されるなど、評論家から高い評価を得た。また同作に関連して2004年『Little Darla has a Treat for You Vol.24』に未発表音源「Noise Is A Social Skill (V.0.8)」を提供。バンドはその後再び活動休止。
2006年、活動を再開し、新しいアルバムに向けた楽曲の制作を開始。この頃までにメンバーの再編成が行われており、結成当初からのメンバーだったヴィエト・ルーが脱退し、同じくベイエリアを拠点とするジュリー・プラグから、ロブ・ウイティンコがドラマーとして加入している。
2009年、3作目のアルバム『You Will Never Know Why』をリリース。エレクトロニック路線を推し進めた前2作とは異なり、ギターポップを前面に押し出したアルバムとなった。同作はバンドが4人体制で制作した最後のアルバムであり、アーロン・ポーターとロブ・ウイティンコはこれ以降の活動に参加していない。
2013年、ロベルト・ブルゴスは自身のSoundCloudで新曲「Things to Ponder While Falling」をリリースし、同曲を「おそらく(スウィート・トリップとしての)最後の曲になるだろう」と説明した(のちに撤回している)。バンドは2019年に再結成するまで、事実上の解散となった。解散中もメンバーの活動は続けられ、ブルゴスはBlacktunic名義でSoundCloudやBandcampで曲を公開し、クーパーはスウィート・トリップの未発表音源を自身のSoundCloudにアップロードしている。
バンドの解散中、2003年作『Velocity：Design：Comfort』がインターネット上でカルト的人気を集め、バンドの知名度向上にも貢献した。これはスウィート・トリップとしての2人の活動に大きな影響を与え、過去にリリースした楽曲の再発や、ブルゴスがオンライン上のインタビューにてスウィート・トリップの再結成について言及するなど、これらは後のバンド再結成へと繋がることになる。

### 再結成〜解散（2019年 - 2022年）
2019年8月、Darla RecordsはFacebookにて『Velocity：Design：Comfort』を2020年に2枚組LPで再販することを発表。関連してロベルト・ブルゴスはTwitterで「『Velocity：Design：Comfort』をLPで発売するには追加の曲を書き上げなければいけないと知り、うれしく思っている」と発言し、活動再開への意向を固めた。その後のインタビューで、ブルゴスとクーパーは、スウィート・トリップを2ピースバンドとして再結成することを正式に発表した。2020年初頭には、7年ぶりとなる新曲「In Sound, We Found Each Other」を『Little Darla Has a Treat for You, Vol. 30』に提供し、本格的に活動を再開。
2021年1月22日、『You Will Never Know Why』が、新デザインのジャケットと3つの新曲を追加してリマスター盤でリリースされた。
3月28日、4作目のアルバム『A Tiny House, In Secret Speeches, Polar Equals』をリリース。「Walkers Beware! We Drive Into the Sun」がシングルカットされ、同年1月15日にリリースされた。
2022年1月7日には、ブルゴスがTwitter上で『Halica』に『Fish EP』からの楽曲を追加した増補盤を2月11日にリリースすることを発表し、同月にヴァレリー・クーパーがバンドを脱退することがアナウンスされた。
3月18日にリリースしたコンピレーション・アルバム『Seen / Unseen』と、5月27日にリリースした『Alura』のリマスター盤を最後に、スウィート・トリップは解散し、1993年より活動してきた同バンドの活動に幕を下ろした。

## 音楽的影響
ロベルト・ブルゴスとヴァレリー・クーパーは、2020年のSonemicのインタビューで、今までに影響を受けたアーティストにアイアン・メイデン、ソニック・ユース、エイフェックス・ツイン、スロウダイヴ、レッド・ツェッペリン、ブラックドッグ、カメレオンズ、ジャン・シベリウス、ブロードキャスト、ムース、シーフィール、マイケル・ジャクソン、コクトー・ツインズ、101ストリングス・オーケストラ、グレン・ミラー・オーケストラ、マイ・ブラッディ・ヴァレンタイン、ペイル・セインツ、セルジオ・メンデスらを挙げている。

## 反響
スウィート・トリップは長らくポピュラー音楽業界とは一線を画したバンドとしてアンダーグラウンド的人気を築いていたが、2010年代よりAlbum Of The YearやRate Your Musicなどの評論サイトや音楽掲示板上で取り上げられると、インターネットを中心に爆発的に人気が拡大し、インターネットミームとしても一定の知名度を獲得した。バンド自体は2013年に一度解散したが、この影響を受けてロベルト・ブルゴスは2017年にバンドの人気について言及し、2019年にはバンドを再結成させている。また、2003年作『Velocity：Design：Comfort』は、英Far Out Magazineの「史上最高のシューゲイズアルバム」第7位に選出されるなど、評論家やフォロワーからとりわけ高く評価され、Rate Your MusicではSweet Tripの4アルバム中で最高評価を獲得している。2020年にはその反響を受けて再発盤がリリースされた。
大衆メディアへの露出では、2007年のTVドラマ『バイオニック・ウーマン』に「Dsco」が劇中歌として起用されたほか、第22回サンフランシスコ国際アジア・アメリカ映画祭の予告編に「Palomar, Your Shadow is the Yellow Sun」が提供されている。
2022年に米ステレオガムは、アメリカでの新興シューゲイザーブームに関連して、スウィート・トリップを「ピクシーズやビルト・トゥ・スピルと同じく、若い世代のオルタナティヴ・ロック・ミュージシャンにとって非常に重要なバンド」と評価している。

## メンバー
- ロベルト・ブルゴス（Roberto Burgos） - キーボード、ギター、ボーカル、サウンドプログラミング
- ヴァレリー・レイエス・クーパー（Valerie Reyes Cooper） - 作詞、シンセサイザー、キーボード、ギター、ボーカル

### 旧メンバー
- ヴィエト・ルー（Viet Le） - ドラムス→ベース（1993年 - 2000年）
- アーロン・ポーター（Aaron Porter） - パーカッション、ベース、ジャケットデザイン（1998年 - 2009年?）
- ロブ・ウイティンコ（Rob Uytingco） - ドラムス（2000年 - 2009年?）

## ディスコグラフィ

### アルバム
- Halica: Bliss Out, Vol. 11 (1998年、Darla)
- Velocity：Design：Comfort (2003年、Darla)
- You Will Never Know Why (2009年、Darla)
- A Tiny House, In Secret Speeches, Polar Equals (2021年、Darla)

### コンピレーション
- Seen / Unseen (2022年、Darla)

### EP / シングル
- Fish Remixes and Versions (1998年、Darla)
- Alura (1999年、Darla)
- Design1:Dedicated (2003年、Observatory)
- “Walkers Beware! We Drive Into the Sun” b/w “Stab Flow”  (2021年、Darla)